# Шуманайский район
Шуманайский район (каракалп. Shomanay rayonı / Шоманай районы,узб. Shumanay tumani / Шуманай тумани) — административная единица в Республике Каракалпакстан (Узбекистан). Административный центр — город Шуманай.

## История
Шуманайский район был образован 7 октября 1950 года. 5 февраля 1960 года район был упразднён, а его территория передана в Кунградский и Ходжейлийский районы. В 1967 году район был восстановлен.

## Административно-территориальное деление
По состоянию на 1 января 2011 года в состав района входят:
- Город районного подчинения Шуманай.
- 7 сельских сходов граждан:

1. Акжап,
2. Бегжап,
3. Бирлешик,
4. Дийханабад,
5. Кетенлер,
6. Мамый,
7. Сарманбайкол.